# Calasca-Castiglione
Calasca-Castiglione – miejscowość i gmina we Włoszech, w regionie Piemont, w prowincji Cusio Ossola, w dolinie Valle Anzasca w Alpach Pennińskich.
Według danych na rok 2004 gminę zamieszkiwało 765 osób, 13,4 os./km².